# تونی پالمر (دوچرخه‌سوار)
تونی پالمر (انگلیسی: Tony Palmer؛ زادهٔ ۱۵ ژانویهٔ ۱۹۶۶) دوچرخه‌سوار اهل ایالات متحده آمریکا است. وی در بازی‌های المپیک تابستانی ۱۹۸۸ شرکت کرده است.